# 大阪商工信用金庫
大阪商工信用金庫（おおさかしょうこうしんようきんこ）は、大阪府大阪市中央区本町に本店を置く信用金庫である。

## 概要
大阪市内（13店）を中心に、大東市・東大阪市・八尾市・堺市にも支店（7店）を展開している。三井住友銀行との関係が深く、同行の支店が撤退・規模縮小をした跡に当信金が支店を開設するケースも見られる（日本橋支店・京橋支店など）。
- 出資金　44億67百万円（令和元年9月末現在）
- 自己資本額　374億35百万円（令和元年9月末現在）
- 預金高　6,584億円（令和元年9月末現在）
- 貸出金　4,108億円（令和元年9月末現在）

## 沿革
- 1929年（昭和4年）5月2日　有限責任大阪商工信用購買組合として設立。
- 1951年（昭和26年）10月 信用金庫に転換、大阪商工信用金庫に改組。
- 2008年（平成20年）6月　大阪府内に本店を置く信用金庫相互間ATM手数料無料サービス「しんきん大阪ゼロネット」を開始。
- 2017年（平成29年）本店を松屋町住吉から本町（堺筋と本町通の交点（本町1丁目交差点）南西角）に移転（安藤忠雄設計）。
- 2022年（令和4年）3月22日 この日から磁気の影響を受けにくい新しい通帳（Hi-Co通帳）を取扱開始した(Hi-Co通帳に対応していない信用金庫ATMではHi-Co通帳は使えない。)[1]。